# María Francisca de Sales Portocarrero (duquesa de Alba)
María Francisca de Sales Portocarrero (Granada, 29 de enero de 1825-París, 16 de septiembre de 1860), duquesa de Alba y grande de España, fue una aristócrata española.
Por su propio derecho era cuatro veces grande de España: por sus títulos de IX de Montijo y de Baños, XVIII condesa de Miranda y XIV duquesa de Peñaranda de Duero. Ostentó muchos más por su matrimonio con Jacobo Fitz-James Stuart y Ventimiglia, XV duque de Alba. Era hermana de la emperatriz Eugenia de Montijo.
Llamada familiarmente Paca Alba, usó siempre en primer lugar el apellido Portocarrero, seguido —en combinaciones variables— de otros como Zúñiga o Guzmán (por los que le tocaban algunas de las casas que poseía) y Palafox o Rebolledo de Palafox (que era el de su abuelo paterno), y después el de su madre: Kirkpatrick.

## Biografía
María Francisca de Sales Portocarrero, conocida familiarmente como Paca, nació en Granada el 29 de enero de 1825. Era hija de Cipriano Palafox y Portocarrero, VIII conde de Montijo, entre sus muchos títulos de nobleza y de María Manuela Kirkpatrick, en quien se inspiró Prosper Mérimée para su novela Carmen, que fue hija de un escocés, cónsul en Málaga de los Estados Unidos.
Fue hermana mayor de Eugenia de Montijo, emperatriz de los franceses por su matrimonio con Napoleón III.
Siendo niña sus padres se trasladaron a Francia, donde fueron educadas ambas hijas. Tras la muerte de él, su madre regresó a España con ellas, llamadas despectivamente dentro de la sociedad madrileña las condesitas, con la intención desesperada por casarlas. La marquesa de Alcañices pidió a su hijo mayor José Osorio y Silva, duque de Sesto, que se encargara de introducirlas en la sociedad, y terminó enamorándose de ella. Para ocupar una posición más cercana a ella, hizo gran amistad con su hermana Eugenia, y cuando ésta se enteró del fin de aquel acercamiento, intentó suicidarse, por haberse enamorado de José.
Como hija primogénita, sucedió a su padre en los títulos nobiliarios de la familia. Fue XIV duquesa de Peñaranda de Duero, X marquesa de Valderrábano, XVII marquesa de Villanueva del Fresno y Barcarrota, XIII marquesa de la Algaba, XV marquesa de La Bañeza, XV marquesa de Mirallo, XIV marquesa de Valdunquillo, IX condesa de Montijo, XVIII condesa de Miranda del Castañar, VIII condesa de Fuentidueña, XIII condesa de Casarrubios del Monte, XXII condesa de San Esteban de Gormaz y XVIII vizcondesa de Palacios de la Valduerna, títulos que finalmente quedarían incorporados a la Casa de Alba al ser concertado su matrimonio con el heredero de dicha casa.

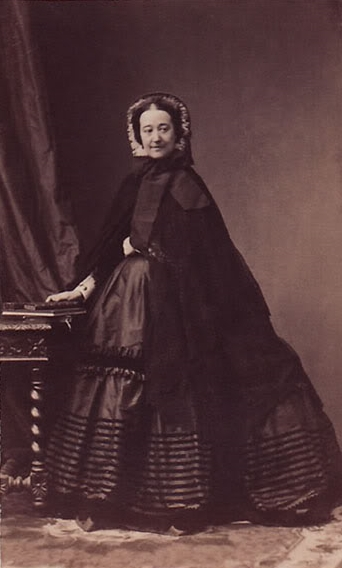
La duquesa de Alba, en una fototografía de los últimos años de su vida.

En 1859 se le diagnosticó tuberculosis, aunque por sus síntomas realmente pudo ser leucemia; su hermana Eugenia, queriendo sacarla de Madrid, envió su yate a Alicante. Acompañada de su madre, quien desconocía la gravedad de la enfermedad, y de un médico se trasladó a París, donde falleció el 16 de septiembre de 1860. Sus funerales se celebraron cuatro días después en la iglesia de la Madeleine de París, y una vez trasladado el cuerpo a España, su amigo José Osorio y Silva, siendo alcalde de Madrid, preparó personalmente una serie de ceremoniales que se celebraron en la ermita de Santa María la Antigua del distrito de Carabanchel, donde fue enterrada por expreso deseo del marqués, y trasladada posteriormente al panteón familiar de la Casa de Alba, el monasterio de la Inmaculada Concepción de Loeches, donde descansan en la actualidad.

## Matrimonio e hijos
El 14 de febrero de 1844, María Francisca de Sales Portocarrero contrajo matrimonio, en Madrid, con Jacobo Fitz-James Stuart y Ventimiglia, heredero de la casa de Alba, naciendo del enlace tres hijos:
- Carlos María Fitz-James Stuart y Portocarrero, XVI duque de Alba, casado con María del Rosario Falcó y Osorio, XII condesa de Siruela.

- María de la Asunción Fitz-James Stuart y Portocarrero, III duquesa de Galisteo, casada con José Mesía Pando, alcalde de Madrid y IV duque de Tamames.

- María Luisa Fitz-James Stuart y Portocarrero, XIX duquesa de Montoro, casada con Luis Fernández de Córdoba y Pérez de Barradas, XVI duque de Medinaceli.

## Distinciones honoríficas
- Dama de la Orden de las Damas Nobles de la Reina María Luisa.[cita requerida]

| Predecesor: Cipriano Portocarrero | Condesa de Montijo 1839-1860 | Sucesor: Carlos María Fitz-James Stuart y Portocarrero |